# Leo Nilsson
Leo Nilsson (auch Leo Nilson, * 20. Februar 1939 in Malmö) ist ein schwedischer Komponist, Pianist, Organist und Kammermusiker. Er komponierte hauptsächlich Elektronische Musik. Er experimentierte früh mit eben dieser und gilt heute als Pionier der schwedischen Elektronischen Musik.

## Leben und Werk
Leo Nilsson studierte von 1958 bis 1962 an der Königlichen Musikhochschule Stockholm, an der er das Pianisten-, Organisten- und das Pädagogenexamen ablegte. Er betrieb dann Kompositionsstudien in Paris, unter anderem am Studio für Elektronische Musik des französischen Rundfunks, GRM.
Leo Nilsson gilt als einer der Pioniere der elektronischen Musik in Schweden. Mit in andere Kunstwerke integrierter elektronischer Musik nahm er an Ausstellungen in Paris, Mailand, New York und Tokio teil. Er schrieb auch Musik für Filme, Diashows, Theater, Tanz und Fernsehen. In den 1960er Jahren arbeitete Leo Nilsson mit dem schwedischen Komponisten Ralph Lundsten im Studio Andromeda zusammen. In den 1970er Jahren gründete er dann sein eigenes Studio Viarp in Förslöv (Skåne). Künstlerisch auffällig im Werk Nilssons sind multimediale Darbietungen mit der Gruppe L’étoile du nord („Nordstern“) sowie Kooperationen mit Künstlern und Architekten. Zusammen mit dem schwedischen Bildhauer Olle Adrin schuf Nilsson mehrere musikalische Skulpturen und Installationen mit elektronischer Musik. Die kompositorischen Arbeiten von Leo Nilsson umfassen zwei Sphären: Einerseits die spielerische, subtil spirituelle und andererseits die meditative, sorgfältig aufmerksame Sphäre. Für Nilsson bietet Musik generell die Möglichkeit, sich gegen die negativen Folgen der Zivilisation, etwa gegen eine bedrohte Sensibilität, zur Wehr zu setzen.
Als Musiker war Leo Nilsso vorwiegend im Bereich der Kammermusik tätig. Seit 1982 wirkte Leo Nilsson als Dozent an der Stockholmer Musikakademie für die Fächer Musikakustik, Musikpsychologie und Komposition. Leo Nilsson ist Mitglied des schwedischen Komponistenverbandes FST.

## Werke
- Skorpionen (1965)
- Kalejdoskop (1965)
- Aurora (1966)
- Sculpture Music I, II, III (1966)
- Music for the Ether Hypothesis (1967)
- Satellitmusic (1967)
- Lyckomusik („Glücksmusik“, 1968)
- Feel-It (1968)
- Mizar (1968)
- Tellus (1969)
- Viarp I und II (1971)